# Helicopis pseudalbocincta
Helicopis pseudalbocincta är en fjärilsart som beskrevs av Le Moult 1939. Helicopis pseudalbocincta ingår i släktet Helicopis och familjen Riodinidae. Inga underarter finns listade i Catalogue of Life.